# I (Kim Tae-yeon)
I è il primo EP della cantante sudcoreana Taeyeon, pubblicato il 7 ottobre 2015 dalla SM Entertainment.

## Tracce
1. I (feat. Verbal Jint) – 3:26
2. U R – 4:34
3. Gemini (쌍둥이자리) – 3:40
4. Stress (스트레스) – 3:20
5. Farewell (먼저 말해줘 Tell Me First) – 3:42
6. I (Instrumental) – 3:23

## Date di pubblicazione
| Nazione       | Data           | Formato              | Etichetta        |
| ------------- | -------------- | -------------------- | ---------------- |
| Corea del Sud | 7 ottobre 2015 | CD, Digital Download | SM Entertainment |